# Газпромавија
Газпромавија (рус. Газпромавиа) (ИАТА: 4G, ИКАО: GZP) је авио-компанија са седиштем у Москви. Саобраћају на путничким и карго чартер линијама, највише као подршка нафтној и гасној индустрији. Такође превозе раднике Газпрома. Лете и на редовним домаћим линијама са Аеродрома Внуково.

## Историја
Авио-компанија је основана марта 1995. и са радом је почела 16. априла 1995. Власник авио-компаније је ОАО ГАЗПРОМ. У компанији је запослено 2.736 радника (од марта 2007).
Отворили су представништва у Јамбургу, Калузи, Перму, Самари, Совјетском, Сочију и Укти.
Газпромавија је 1997. на управу од државе добила Аеродром Остафјево у Москви који је и након реконструкције отворила 2000.
Газпромавија је 1998. дала ваздушну подршку Париз-Дакар релију са пет посада на свом авиону типа Антонов Ан-74-200. Без озира на компликовану ситуацију у Африци, успели су у мисији.
Газпромавија је 2002. освојила награду „Крила Русије“ («Крылья России») за авио-компанију године. Следеће године су добили исту награду у категорији карго компанија.

## Флота
Флота Газпромавије се састоји:
- 10 Сухој Суперџет 100
- 5 Антонов Ан-74
- 4 Антонов Ан-74Т-200
- 2 Дасo Фалкон 900Б
- 2 Дасo Фалкон 900EX
- 2 Иљушин Ил-76ТД
- 4 Тупољев Ту-154М
- 3 Јаковљев Јак-40
- Јаковлев Јак-40К
- 7 Јаковљев Јак-42Д